# Waterstoniella fiorii
Waterstoniella fiorii is een vliesvleugelig insect uit de familie vijgenwespen (Agaonidae). De wetenschappelijke naam is voor het eerst geldig gepubliceerd in 1923 door Grandi.